# Coupe de Belgique de football 2007-2008
Navigation
Édition précédente Édition suivante
La Coupe de Belgique 2007-2008 est la 54e édition de la Coupe de Belgique. La finale se joue le 18 mai 2008 au Stade Roi-Baudouin à Bruxelles. Elle est remportée par le Royal Sporting Club d'Anderlecht

## Tableau final
|  | Quarts de finale   | Quarts de finale   |                   |       | Demi-finales | Demi-finales |  |  | Finale | Finale |
|  | Quarts de finale   | Quarts de finale   |                   |       | Demi-finales | Demi-finales |  |  | Finale | Finale |
|  |                    |                    |                   |       |              |              |  |  |        |        |
|  |                    |                    |                   |       |              |              |  |  |        |        |
|  |                    |                    |                   |       |              |              |  |  |        |        |
|  | RSC Anderlecht     | 3 1 4              |                   |       |              |              |  |  |        |        |
|  | RSC Anderlecht     | 3 1 4              |                   |       |              |              |  |  |        |        |
|  | FCV Dender EH      | 0 1                |                   |       |              |              |  |  |        |        |
|  | FCV Dender EH      | 0 1                | RSC Anderlecht    | 1 2   |              |              |  |  |        |        |
|  |                    |                    | RSC Anderlecht    | 1 2   |              |              |  |  |        |        |
|  |                    | Germinal Beerschot | 0 1               |       |              |              |  |  |        |        |
|  | Germinal Beerschot | Germinal Beerschot | 0 1               | 5 1 6 |              |              |  |  |        |        |
|  | Germinal Beerschot |                    |                   | 5 1 6 |              |              |  |  |        |        |
|  | KSV Roulers        | 1 2                |                   |       |              |              |  |  |        |        |
|  | KSV Roulers        | 1 2                | RSC Anderlecht    | 3     |              |              |  |  |        |        |
|  |                    |                    | RSC Anderlecht    | 3     |              |              |  |  |        |        |
|  |                    | KAA La Gantoise    | 2                 |       |              |              |  |  |        |        |
|  | Cercle Bruges KSV  | KAA La Gantoise    | 2                 | 4 0 4 |              |              |  |  |        |        |
|  | Cercle Bruges KSV  |                    |                   | 4 0 4 |              |              |  |  |        |        |
|  | Standard de Liège  | 1 4 5              |                   |       |              |              |  |  |        |        |
|  | Standard de Liège  | 1 4 5              | Standard de Liège | 2 0 2 |              |              |  |  |        |        |
|  |                    |                    | Standard de Liège | 2 0 2 |              |              |  |  |        |        |
|  |                    | KAA La Gantoise    | 2 4 6             |       |              |              |  |  |        |        |
|  | KV Courtrai        | KAA La Gantoise    | 2 4 6             | 5 0 5 |              |              |  |  |        |        |
|  | KV Courtrai        |                    |                   | 5 0 5 |              |              |  |  |        |        |
|  | KAA La Gantoise    | 1 4 5              |                   |       |              |              |  |  |        |        |
|  | KAA La Gantoise    | 1 4 5              |                   |       |              |              |  |  |        |        |

## Détails des tours de jeu

### Finale
| Équipes         | KAA La Gantoise - RSC Anderlecht |
| Score           | 2-3 (2-1) |
| Date            | 18 mai 2008 |
| Stade           | Stade Roi-Baudouin, Bruxelles 44 000 spectateurs |
| Buts            | 6e Dominic Foley 1-0, 7e Jan Polak 1-1, 33e Adékambi Olufadé 2-1, 70e Mbark Boussoufa 2-2, 72e Guillaume Gillet 2-3 |
| KAA La Gantoise | Bojan Jorgacevic; Roberto Rosales, Marko Suler, Jonas De Roeck (85e Randall Azofeifa), Aleksandar Mutavdžić; Miloš Marić, Bernd Thijs, Khalilou Fadiga (74e Gil Vermouth); Adékambi Olufadé (74e Zlatan Ljubijankic), Dominic Foley, Bryan Ruiz Entraîneur : Trond Sollied |
| RSC Anderlecht  | Silvio Proto; Marcin Wasilewski (63e Ahmed Hassan), Nicolás Pareja, Jelle Van Damme, Olivier Deschacht; Guillaume Gillet, Jan Polak, Lucas Biglia; Stanislav Vlček (46e Thomas Chatelle), Nicolas Frutos (89e Bart Goor), Mbark Boussoufa Entraîneur : Ariel Jacobs        |
| Avertissements  | 12e Bernd Thijs (G), 73e Ahmed Hassan (A), 74e Jelle Van Damme (A), 82e Mbark Boussoufa (A), 89e Miloš Marić (G) |

### Demi-finales
À ce niveau les matchs se jouent en aller/retour. Les matchs de demi-finales se jouent le 18 et le 19 mars 2008 pour le match aller, le 15 et le 16 avril 2008 pour le match retour.
| Équipe 1          | Score | Équipe 2              | Aller | Retour |
| Standard de Liège | 2 - 6 | La Gantoise           | 2 - 2 | 0 - 4  |
| RSC Anderlecht    | 2 - 1 | Germinal Beerschot A. | 1 - 0 | 1 - 1  |

### Quarts de finale
À ce niveau les matchs se jouent en aller/retour. Les matchs de quarts de finale se jouent le 30 janvier 2008 (aller) et le 27 février 2008 (retour).
| Équipe 1              | Score | Équipe 2          | Aller | Retour |
| Germinal Beerschot A. | 6 - 2 | KSV Roulers       | 5 - 1 | 1 - 1  |
| RSC Anderlecht        | 4 - 1 | FCV Dender EH     | 3 - 0 | 1 - 1  |
| KV Courtrai           | 5 - 5 | La Gantoise       | 5 - 1 | 0 - 4  |
| Cercle Bruges         | 4 - 5 | Standard de Liège | 4 - 1 | 0 - 4  |

Le GB Anvers, le RSC Anderlecht, La Gantoise et le Standard de Liège sont qualifiés pour les demi-finales.

### Huitièmes de finale
Les matchs de huitièmes de finale se jouent le 13 janvier 2008.
| Équipe 1                   | Score         | Équipe 2                   |
| RSC Anderlecht (D1)        | 2-0           | Red Star Waasland (D2)     |
| KV Courtrai (D2)           | 2-1 (ap)      | SV Zulte Waregem (D1)      |
| RAEC Mons (D1)             | 0-1 (ap)      | La Gantoise (D1)           |
| Standard de Liège (D1)     | 2-0           | RC Genk (D1)               |
| Cercle Bruges (D1)         | 1-0           | FC Bruges (D1)             |
| Germinal Beerschot A. (D1) | 2-2 (pen 3-1) | Oud-Heverlee Louvain (D2)  |
| FCV Dender EH (D1)         | 2-1           | Eendracht Alost (D3)       |
| KSV Roulers (D1)           | 2-2 (pen 5-4) | Sporting de Charleroi (D1) |

### Seizièmes de finale
Les matchs de seizièmes de finale se jouent le 24 novembre 2007. Les 18 clubs de D1 font leur entrée en lice aux côtés des 14 qualifiés du 5e tour.
| Équipe 1                   | Score         | Équipe 2                      |
| KSC Lokeren (D1)           | 0-5 (fft)*    | Red Star Waasland (D2)        |
| KV Ostende (D2)            | 0-3           | SV Zulte Waregem (D1)         |
| FC Bruges (D1)             | 4-2           | Francs Borains (D3)           |
| KV Courtrai (D2)           | 2-0           | Royal Excelsior Mouscron (D1) |
| RAEC Mons (D1)             | 2-2 (pen 3-2) | KS Wetteren (D3)              |
| FCV Dender EH (D1)         | 4-1           | KVC Westerlo (D1)             |
| Saint-Trond VV (D1)        | 1-2           | Eendracht Alost (D3)          |
| RC Genk (D1)               | 4-2           | Olympic Charleroi (D2)        |
| Sporting de Charleroi (D1) | 3-0           | KMSK Deinze (D2)              |
| FCM Brussels (D1)          | 2-3 (ap)      | Oud-Heverlee Louvain (D2)     |
| Germinal Beerschot A. (D1) | 1-0           | Union Saint-Gilloise (D2)     |
| RSC Anderlecht (D1)        | 2-1           | VW Hamme (D2)                 |
| Standard de Liège (D1)     | 3-0           | KVSK United (D2)              |
| FC Malines (D1)            | 2-4           | Cercle Bruges (D1)            |
| KSV Roulers (D1)           | 4-1 (ap)      | AS Eupen (D2)                 |
| La Gantoise (D1)           | 2-0           | KVK Tirlemont (D2)            |

- *Le 21 décembre 2007, Waasland est déclaré vainqueur sur tapis vert après avoir perdu la rencontre 1-0 car Lokeren n'avait pas assez de joueur belge sur la feuille de match.

### 5etour
Les matchs du 5e tour se jouent les 25 & 26 août 2007. À ce stade, 28 équipes s'affrontent en élimination directe. 
Lors de ce tour, aucun club de D2 n'a perdu contre un club de D3. Le dernier club de D4 encore en lice (FC Verbroedering Meerhout) est éliminé. On remarquera aussi les éliminations du Royal Anvers FC et du Lierse SK, tous deux candidats à la D1 lors du tour final du championnat passé.
| Date       | Équipe 1                         | Score       | Équipe 2                    |
| 25.08.2007 | Sprimont CS (D3)                 | 0-1         | Red Star Waasland (D2)      |
| 26.08.2007 | VW Hamme (D2)                    | 5-1         | Lierse SK (D2)              |
| 25.08.2007 | AS Eupen (D2)                    | 3-2         | Verbroedering Meerhout (D4) |
| 26.08.2007 | Francs Borains (D3)              | 3-1         | KFC Dessel Sport (D3)       |
| 26.08.2007 | Royale Union Saint-Gilloise (D2) | 1-0         | KRC Waregem (D3)            |
| 26.08.2007 | URS Centre (D3)                  | 0-3         | KS Wetteren (D3)            |
| 26.08.2007 | Eendracht Alost (D3)             | 3-1         | K Lyra TSV (D4)             |
| 26.08.2007 | KVSK United (D2)                 | 4-0         | KSK Tongres (D3)            |
| 25.08.2007 | KSK Beveren (D2)                 | 1-2         | Olympic Charleroi (D2)      |
| 25.08.2007 | KV Courtrai (D2)                 | 3-1         | AFC Tubize (D2)             |
| 26.08.2007 | Royal Antwerp FC (D2)            | 2-3         | Oud-Heverlee Louvain (D2)   |
| 25.08.2007 | KMSK Deinze (D2)                 | 2-1         | RAA Louviéroise (D3)        |
| 26.08.2007 | KV Ostende (D2)                  | 1-1 (P:3-2) | Cappellen FC (D3)           |
| 26.08.2007 | KVK Tirlemont (D2)               | 1-0         | Willebroek-Meerhof (D3)     |

Sont donc qualifiés pour les seizièmes de finale en plus des clubs de D1: 
- 11 clubs de D2: Red Star Waasland, VW Hamme, AS Eupen, Royale Union Saint-Gilloise, KVSK United, Olympic Charleroi, KV Courtrai, Oud-Heverlee Louvain, KMSK Deinze, KV Ostende, KVK Tirlemont.
- 3 clubs de D3: Francs Borains, KS Wetteren, Eendracht Alost.

*Résultats du 5e tour (site de l'URBSFA)

### 4etour
Les matchs du 4e tour se jouent le 19 août 2007. Les autres équipes de Division 2 entrent en lice. À ce stade, 56 équipes s'affrontent en élimination directe.
- Résultats du 4e tour (site de l'URBSFA)

### 3etour
Les matchs du 3e tour se jouent le 12 août 2007. Les autres équipes de Division 3 ainsi que les deux récents promus en Division 2 entrent en lice. À ce stade, 76 équipes s'affrontent en élimination directe.
- Résultats du 3e tour (site de l'URBSFA)

### 2etour
Les matchs du 2e tour se jouent le 5 août 2007. À ce stade, les 88 équipes qualifiées, sont toujours réparties dans les mêmes 8 groupes (élimination directe).
- Résultats du 2e tour (site de l'URBSFA)

### 1ertour
Les matchs du 1er tour se jouent le 29 juillet 2007. À ce stade, 172 équipes réparties en 8 groupes s'affrontent (élimination directe). Ces équipes sont issues des championnats provinciaux et des Promotions (D4). Certaines équipes promues en Division 3 à la fin de la saison passée entrent en lice également. Quatre équipes sont exemptes et passent d'office au tour suivant.
- Résultats du 1er tour (site de l'URBSFA)